# Podła Góra

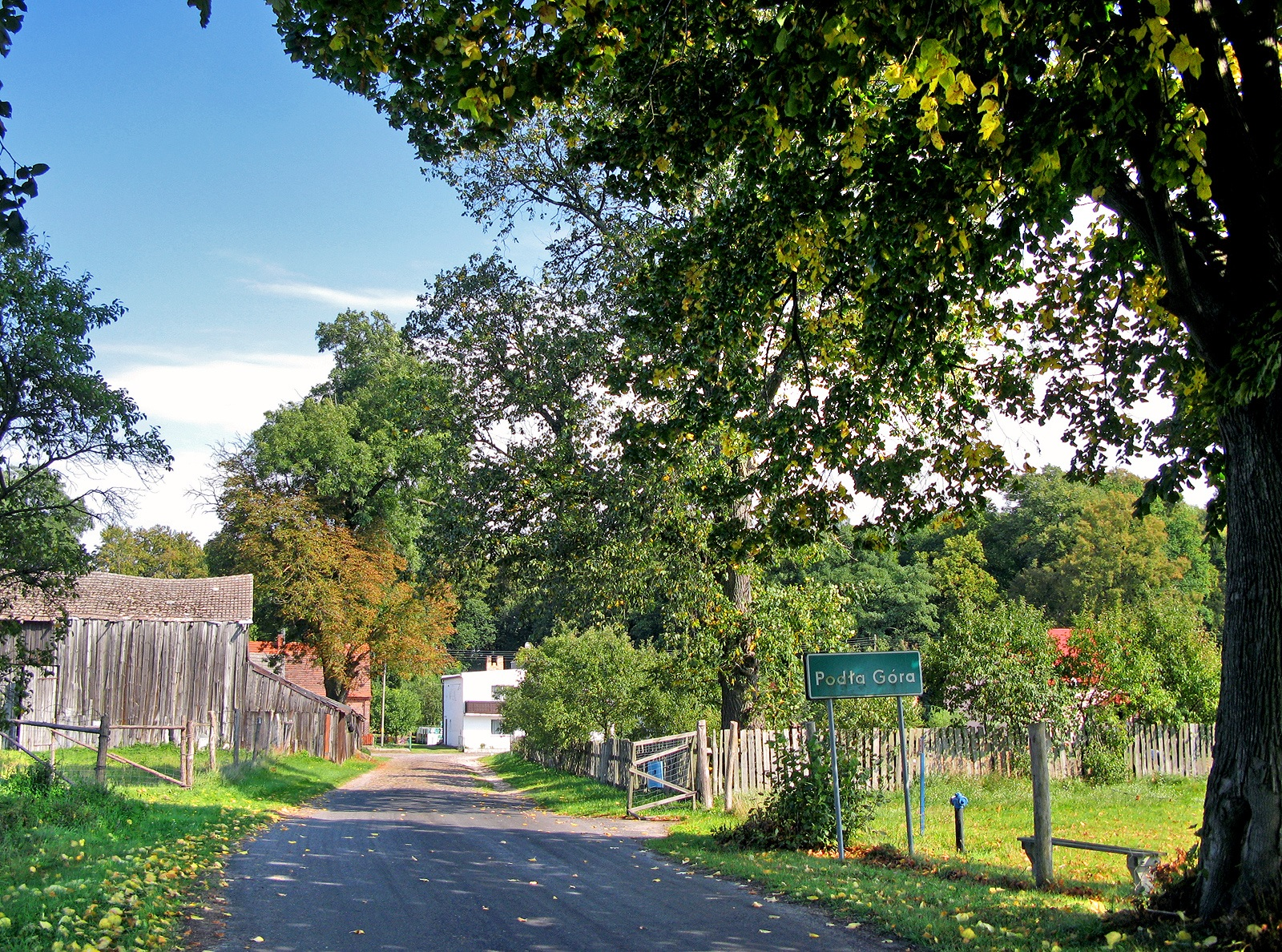
Podłej Góry (2016)

Podła Góra (deutsch Steinbach) ist eine polnische Ortschaft mit 171 Einwohnern. Sie gehört zur Gmina Skąpe im Powiat Świebodziński in der Woiwodschaft Lebus. 
Bis 1945 gehörte der Ort Steinbach zum Landkreis Züllichau-Schwiebus in der Provinz Brandenburg. Heute liegt der Ort etwa 50 km von der Bundesrepublik Deutschland entfernt.
Im Sommer 2009 begann die systematische Exhumierung der Überreste von Menschen, darunter Kinder und alte Personen, die um 1945 ohne Kleidung auf den Grundstücken der Ortschaft verscharrt worden waren. Hinweise über die Problematik, insbesondere auf Einschusslöcher an den Schädeln, gab es schon seit einigen Jahrzehnten. Im Januar 2009 verlangte Jochen-Konrad Fromme die Aufklärung.